# Persona 4: Dancing All Night
Persona 4: Dancing All Night (ペルソナ４ ダンシングオールナイト, Perusona 4: Danshingu Ōru Naito) est un jeu de rythme développé et publié par Atlus en 2015 sur Playstation Vita. C'est un spin-off de la série Persona, proposant les personnages du jeu Shin Megami Tensei: Persona 4,,,,,,,,.
Le développement du jeu est au départ annoncé dans une collaboration entre Atlus et Dingo, mais ce dernier est plus tard écarté du développement.